# Reserva forestal de Dibeen
La reserva forestal de Dibeen (àrab: محمية غابات دبين, maḥmiyyat ḡābāt Dibīn, ‘reserva dels boscos de Dibeen’) és una reserva natural situada al nord-oest de Jordània. Està situat just al sud del jaciment romà de Jerash i cobreix una àrea de 8,5 quilòmetres quadrat de turons ondulats coberts d'hàbitat de pins i roures. Aquesta zona acull els pins d'Alep més grans, un dels hàbitats més antics i de cultiu natural de Jordània. També és la llar de 17 espècies en perill d'extinció com l'esquirol persa.
La zona va ser protegida com a reserva natural l'any 2004 sota la iniciativa de la Reial Societat per a la Conservació de la Natura de Jordània.

## Geologia i clima
El bosc és conegut com els lloc més sec de la regió i està situat entre 500 m i 1000 m sobre el nivell del mar. El sòl és de pedra calcària, que s'ha format en pendents pronunciats. La pluja mitjana és de 710 mil·límetres per any. Dins del bosc, hi ha varietat de condicions d'humitat, amb els uadis que donen règims diferents dels que es troben als pendents pronunciats.

## La Reial Societat per a la Conservació de la Natura (RSCN)
La Reial Societat per a la Conservació de la Natura (RSCN) és una organització voluntària que treballa per preservar els recursos naturals de Jordània. Es va establir el 1966 sota el patrocini de la reina Noor i el difunt rei Hussein com a president honorari.
L'any 1966 el seu principal focus era la disminució de les espècies animals a causa de la caça il·legal a la zona i el menyspreu a la natura a Jordània. El petit grup de pioners va treballar colze a colze amb el govern per assegurar-se que la vida salvatge es mantingués segura mitjançant la creació de regles bàsiques i lleis de caça. Com a resultat, el 1973, la RSCN va rebre el dret d'emetre llicències de caça i desenvolupar patrulles per a fer complir les lleis de caça jordanes. El 1995 es va redactar la primera Llei de protecció del medi ambient de Jordània[5] i el 2006 es va crear una unitat de policia ambiental.
Al llarg dels anys, la RSNC ha protegit degudament sis àrees a Jordània (1200 quilòmetres quadrats): Shaumari, Azraq, Dana, Uadi Mujib, Ajlun i Dibeen.
El 17 de maig de 2016, el The Jordan Times va escriure un article sobre la celebració dels 50 anys de la RSCN.

## Flora

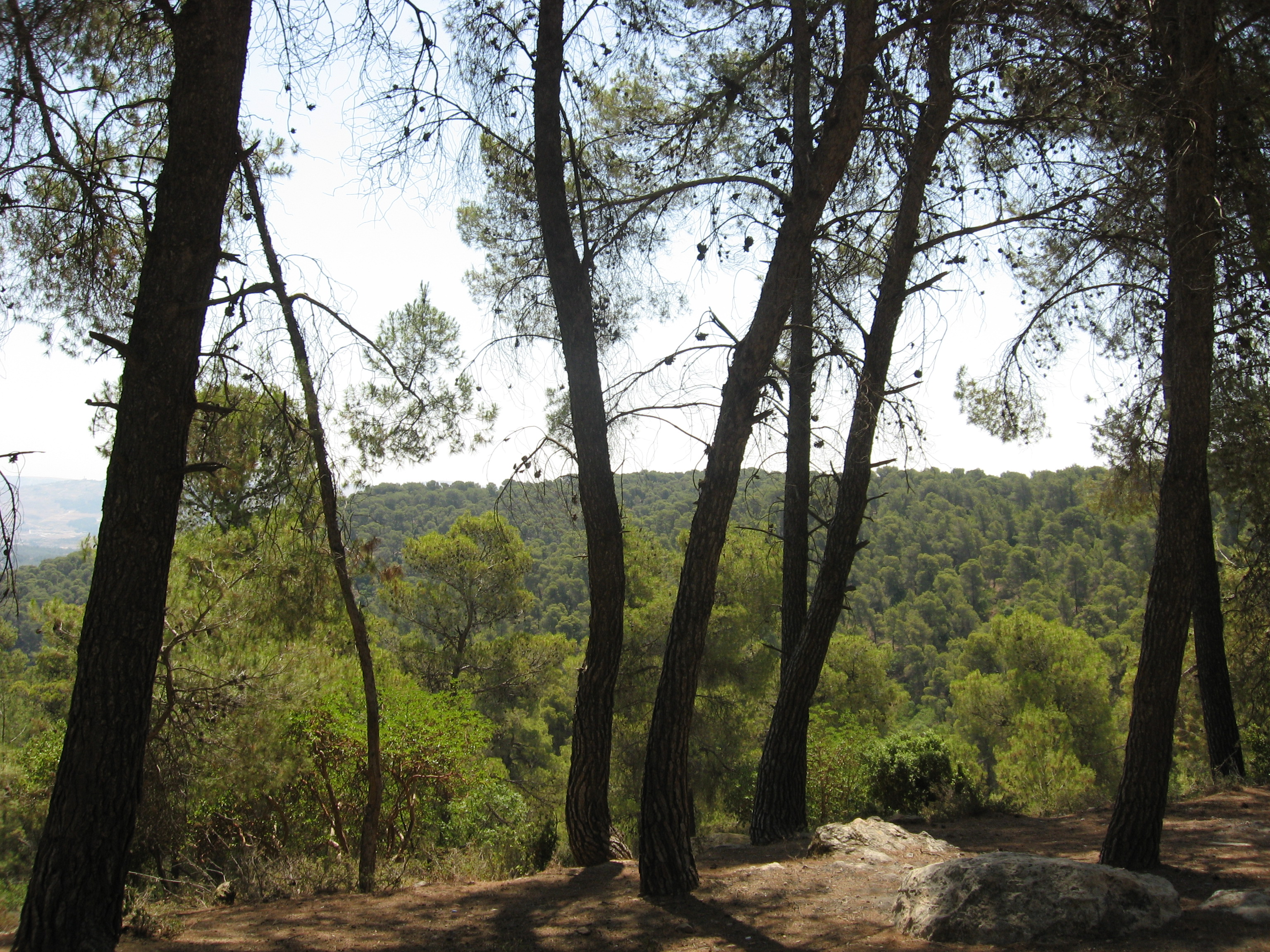
Bosc mediterrani de la reserva.

La reserva forestal conté un dels últims exemples de bosc de pi i roure a l'Orient Mitjà. Les espècies d'arbres de la reserva varien amb l'elevació; Els pins blancs habiten a les altituds més baixes, el bosc mixt de pi i roure (que inclou el pi blanc i el roure de Palestina) creix a altures mitges, i una espècie de roure caducifoli petit - Quercus infectoria (el roure d'Alep o de Xipre) - creix a la part superior. Altres flora de l'hàbitat inclouen orquídies, maduixots grecs, festucs i oliveres. L'estructura d'edat del bosc mostra una gran variació, amb moltes àrees que contenen arbres forestals madurs i un sotabosc vigorós.

## Fauna

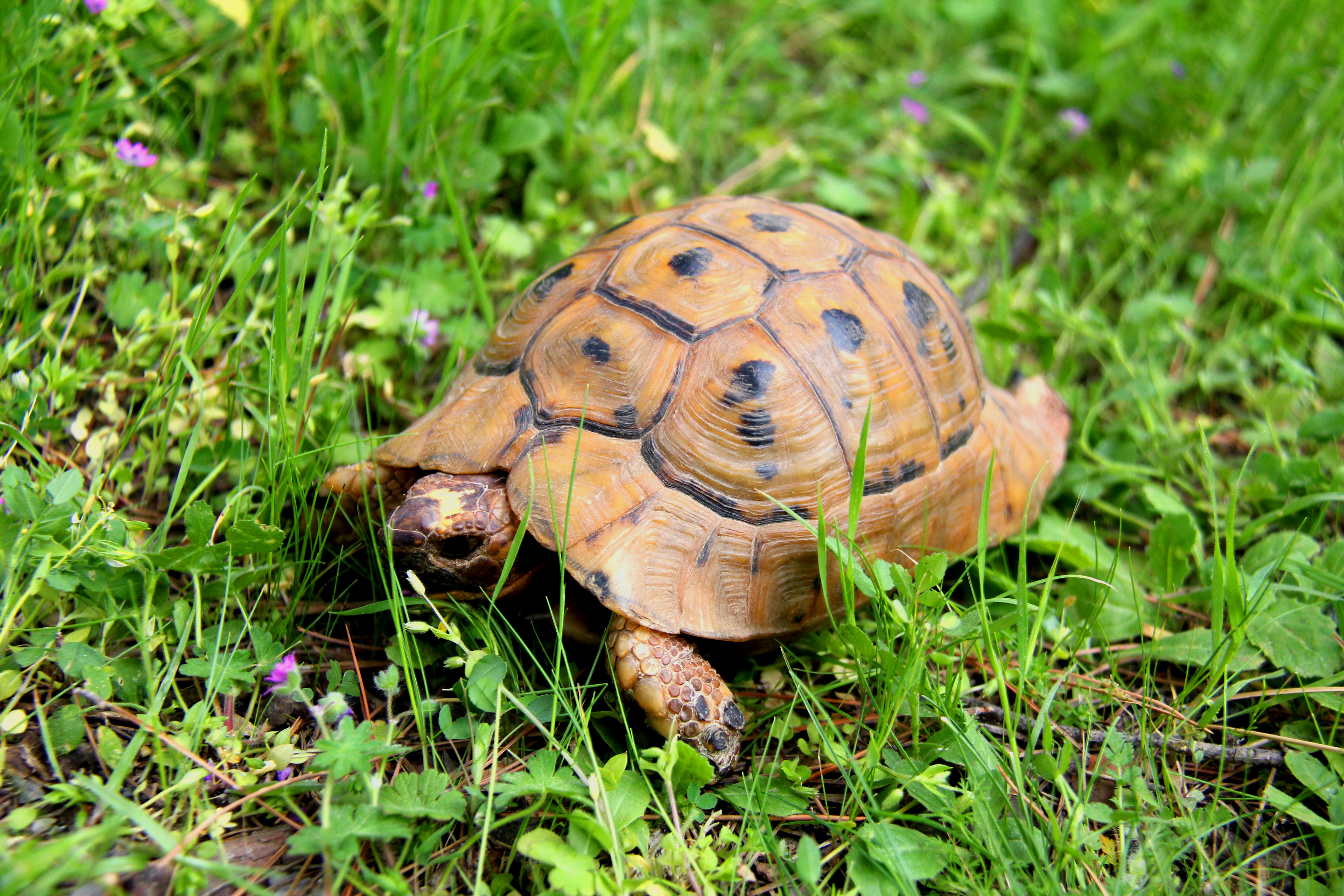
Tortua grega a la reserva.

S'han identificat almenys 17 espècies en perill d'extinció a la reserva, com ara l'esquirol vermell persa, quatre tipus de ratpenats,[2] llops grisos i hienes ratllades. Els ocells arborícoles també viuen al bosc. També es creu, però no demostrat, que aquesta reserva té l'última població de tritons anellats del sud que viu a Jordània

## Conservació
La Reserva Forestal de Dibeen es va establir el 2004 després d'haver estat catalogada com a una prioritat de conservació en la revisió de les àrees protegides de 1998.
Entre 2004 i 2007, el PNUD va liderar un projecte als municipis de la regió del bosc de Dibeen, Jerash, Al Meirad i Burma per donar suport a l'establiment de la reserva natural. Això va ajudar a conservar la biodiversitat local única i va animar les comunitats locals a fer usos alternatius sostenibles dels recursos disponibles. Com a resultat, va augmentar la consciència sobre el desenvolupament de les capacitat local i la necessitat d'una planificació de l'ús del sòl orientada a la conservació a la regió.
Tanmateix, i malgrat els esforços per protegir el bosc, s'està destruint gradualment i sistemàticament per l'establiment de projectes moderns de ciment, incendis intencionats, pasturatge excessiu i la tala esporàdica il·legal.